# Matthias Greving
Matthias Greving (* 1986 in Bremen) ist ein deutscher Filmregisseur, Drehbuchautor, Filmproduzent, Gründer und Geschäftsführer der Kinescope Film.

## Leben
Greving studierte von 2010 bis 2015 Kulturwissenschaften und Neuere Deutsche Literaturwissenschaft an der Fernuniversität Hagen. Parallel zu seinem Studium arbeitete er als Regisseur, Autor und Redakteur sowie Produzent und Executive Producer für Radio Bremen, NDR, ARTE und Sky. Seit 2015 ist Greving Geschäftsführer der Kinescope Film GmbH, die er 2013 in Bremen als GbR gegründet hat. Seit 2017 ist er Geschäftsführer der TAG/TRAUM in Köln, eine 100-prozentige Tochterfirma der Kinescope Film. Matthias Greving ist Gründer des Filmfest Bremen, er war bis Februar 2022 im Vorstand des Bundesverbands Regie (BVR) und ist stellvertretendes Jurymitglied für den Bereich Dokumentarfilm der kulturellen Filmförderung der BKM. Er ist Mitglied der Deutschen Filmakademie. Matthias Greving ist verheiratet und lebt mit seiner Familie in Bremen.

## Filmografie als Produzent und Koproduzent (Auswahl)
- 2016: Die Hände meine Mutter (Regie: Florian Eichinger)
- 2016: Meine Bäckerblume (Kurzfilm, Regie: Michel Vrinten)
- 2016: Anne Clark  - I’ll walk out into tomorrow (Regie: Claus Withopf)
- 2017: Bücherjäger (Regie: Susanne Brahms)
- 2017: Werne Nekes – Das Leben zwischen den Bildern (Regie: Ulrike Pfeiffer; Koproduzent)
- 2018: Unzertrennlich (Regie: Frauke Lodders)
- 2018: Nicht im Traum (Kurzfilm, Regie: Astrid Menzel)
- 2019: Baumbacher Syndrom (Regie: Gregory Kirchoff)
- 2019: Die Akte BND – Waffengeschäfte deutscher Reeder (Regie: Rainer Kahrs)
- 2019: Porn Culture (Regie: Axel Brüggemann)
- 2019: Die Verwandlung (Regie: Michael Harder; Koproduzent)
- 2020: Nachtbesuch (Kurzfilm, Regie: Joana Vogdt)
- 2021: Fließende Grenze (Kurzfilm, Regie: Joana Vogdt)
- 2021: Kräfte (Kurzfilm, Regie: Annelie Boros)
- 2020: Die Gewichtheberin (Regie: Constantin Hatz, Annelie Boros)
- 2021: Look me over – Liberace (Regie: Jeremy JP Fekete)
- 2021: A-ha – The Movie (Regie: Thomas Robsahm)
- 2021: Schwarzer Schatten   - Serienmord im Krankenhaus  (Regie: Steffen Hudemann, Liz Wieskerstrauch, Stjepan Klein)
- 2021: Gemeinsam nüchtern (Regie: Fabian Schmalenbach)
- 2022: Gewalten (Regie: Constantin Hatz)
- 2022: Heinrich Vogeler – Aus dem Leben eines Träumers (Regie: Marie Noëlle)
- 2022: Retoure (Fernsehserie, Regie: Thorsten Wacker)
- 2022: Zwei Leben für Europa - Gustav Stresemann und Aristide Briand (Regie: Gordian Maugg)
- 2024: Gotteskinder (Regie: Frauke Lodders)

## Filmografie als Regisseur und Autor (Auswahl)
- 2015: Die Geschichte vom kleinen Reiskorn (Kurzfilm, Regie)
- 2016: Als Hollywood in der Heide lag (Dokumentarfilm, Regie)
- 2016: Der Ringkämpfer – Richard Wagner: Macht, Liebe und Musik (Dokumentarfilm, Co-Regie)
- 2016: Der Ring des Nibelungen – Das Rheingold (Show/Bayreuther Festspiele, Autor)
- 2016: Der Ring des Nibelungen – Siegfried (Show/Bayreuther Festspiele, Autor)
- 2016: Der Ring des Nibelungen – Götterdämmerung (Show/Bayreuther Festspiele, Autor)
- 2016: Der Ring des Nibelungen – Die Walküre (Show/Bayreuther Festspiele, Autor)
- 2017: Als die Hits vom platten Land kamen (Dokumentarfilm, Regie)
- 2017: Die Meistersinger von Nürnberg (Show/Bayreuther Festspiele, Autor)
- 2018: Lohengrin (Show/Bayreuther Festspiele, Autor)
- 2020: Maestro - David Garrett live in Verona (Regie)